# Pierrevert
Pierrevert – miejscowość i gmina we Francji, w regionie Prowansja-Alpy-Lazurowe Wybrzeże, w departamencie Alpy Górnej Prowansji.

## Demografia
Według danych na rok 1990 gminę zamieszkiwały 2914 osoby, a gęstość zaludnienia wynosiła 104 osoby/km². W styczniu 2015 r. Pierrevert zamieszkiwało 3831 osób, przy gęstości zaludnienia wynoszącej 136,7 osób/km².